# Shemida
Shemida est un fils de Manassé. Ses descendants s'appellent les Shemidaïtes.

## La famille de Shemida
Les frères de Shemida s'appellent Abiézer ou Iézer, Héleq, Asriël, Shèkem et Hépher.
Les fils de Shemida sont Ahiân, Shèkem, Liqhi et Aniam.

## La famille des Shemidaïtes
La famille des Shemidaïtes dont l'ancêtre est Shemida sort du pays d'Égypte avec Moïse,.